# 毛萼茶藨子
毛萼茶藨子（学名：Ribes himalense var. pubicalycinum）为虎耳草科茶藨子属下的一个变种。

## 扩展阅读
- 維基物種上的相關：毛萼茶藨子